# Heterolepis tmesisternoides
Heterolepis tmesisternoides là một loài bọ cánh cứng trong họ Cerambycidae.